# ژورنال دین معاصر
ژورنال دین معاصر یک مجله دانشگاهی سه سالانه است که مقالاتش به‌صورت داوری همتا بررسی می‌شود و جنبه‌های انسان‌شناختی، جامعه شناختی، روان‌شناختی و فلسفی دین را پوشش می‌دهد.

## تاریخچه و قالب
این مجله در سال ۱۹۸۵ با عنوان دین امروز توسط مرکز ادیان جدید در کالج کینگ لندن تأسیس شد. سردبیر و بنیانگذار آن پیتر بی کلارک (بعداً در کالج ولفسون، آکسفورد) بود. این ژورنال که در سال ۱۹۹۵ نام خود را به عنوان فعلی تغییر داد، توسط انتشارات روتلج منتشر می‌شود. سردبیر فعلی آن الیزابت آروک(دانشگاه وارویک) است. پیتر بی کلارک، که در ژوئن ۲۰۱۱ درگذشت، به دلیل احترام به کمک‌هایش در این زمینه، تا پایان همان سال به عنوان سردبیر در لیست باقی ماند.
یک شماره از مجله هر سه‌سال یک‌بار، به‌طور معمول شامل پنج یا شش مقاله اصلی است. سایر مطالب شامل گزارش‌های کنفرانس، یادداشت‌های پژوهشی، بررسی کتاب و مقالات مروری است و مقالات نیز گاهی با گرافیک یا عکس نشان داده می‌شوند.

## پذیرش
آموزش عالی تایمز در مروری بر ژورنال در سال ۱۹۹۷ اظهار داشت که "همکاران دانشگاهی به‌طور مداوم، عمدتاً از آمریکای شمالی و اروپا هستند. این سبک از سادگی و گاهی تقریباً پر سر و صدا تا سبکی رسمی‌تر متغیر است. با این‌حال، مقالات از همهٔ طیف‌های دانشمندان است و همان‌طور که تبلیغ می‌شود، طیف گسترده‌ای از موضوعات را شامل می‌شود، از برهما کوماریس گرفته تا سهاجا یوگا، از " برکت تورنتو " تا ماهیت بنیادگرایی، از "جهش سیاست برزیل از پروتستان به مدرن" تا "عدم‌اعتراف‌گیری در هلند"(در سه دهه گذشته یا مدتی مشابه). گزارش‌های میدانی، گزارش‌های مردم‌نگاری و مطالعات تاریخی و مفهومی در آن وجود دارد. استاندارد تحقیق و تجزیه و تحلیل همان چیزی است که فرد از یک مجله علمی خوب انتظار دارد." در این بررسی تعداد اندک و به ظاهر خودسرانه بررسی کتاب‌ها مورد انتقاد قرار گرفت، اما در پایان با بیان این که «در کل این ژورنال یک ابزار تحقیقاتی ارزشمند و منبع دانش جدید برای دانشمندان، معلمان و سایر علاقه‌مندان به مطالعه پدیده دین معاصر بی‌نظیر است، بسیار توصیه می‌شود.»

## چکیده و نمایه سازی
مجله دین معاصر در فهرست علوم اجتماعی کاربردی و خلاصه‌ها، فهرست علوم انسانی بریتانیا، خلاصه مقالات علوم سیاسی در سراسر جهان، خدمات اطلاعاتی ابسکو، خلاصه مقالات پژوهشی آموزشی، خلاصه مقالات آموزش چند فرهنگی، چکیده‌های عهد جدید، چکیده‌های مذهبی و کلامی، چکیده‌های جامعه‌شناسی و مطالعات زنان و چکیده‌های جنسیت نمایه شده‌است.